# Sideshow Bob’s Last Gleaming
«Sideshow Bob’s Last Gleaming» (рус. Последнее сияние Сайдшоу Боба) — девятая серия седьмого сезона мультсериала «Симпсоны». Название является отсылкой к фильму Twilight's Last Gleaming с похожим сюжетом о ядерном шантаже.

## Сюжет
В колонии-поселении Спрингфилда Сайдшоу Боб раздражается, слыша, как остальные заключенные смеются над глупыми гримасами Клоуна Красти. Озлобленная бывшая звезда ТВ называет это и другие телешоу «бессмысленной чушью». Работая на аэродроме, который подготавливают к ежегодному авиашоу, Боб никак не может успокоиться и думает о качестве телевизионных программ, и у него появляется план.
Пока все в городе ждут начала авиашоу, Боб притворяется полковником ВВС для того, чтобы пробраться в закрытую зону, где он обнаруживает десятимегатонную атомную бомбу. Шоу начинается, но вдруг изображение на огромном экране прерывается и на нем появляется Сайдшоу Боб. Он говорит, что жизнь была бы лучше без телевидения, и поэтому он угрожает привести в действие атомную бомбу, если Спрингфилд не подчинится его требованию и не прекратит все телевещание в городе.
Услышав угрозу, все в панике убегают с аэродрома, кроме Барта и Лизы, которые потерялись в толпе.
Требование Боба выполняют, и весь Спрингфилд оказывается без телевидения, кроме экстренного вещания.
Умная Лиза быстро догадывается, что Боб скрывается в рекламном дирижабле пива Дафф, так как голос у Боба был слишком высокий. Дети отправляются туда и скрытно наблюдают за Бобом, который проверяет, все ли каналы отключены. На горе всем, в эфир, используя канал «на случай чрезвычайных ситуаций», выходит Клоун Красти, и в гневе Боб решает активировать атомную бомбу. Дети, желая остановить его, выходят из-за укрытия и пытаются уговорить не взрывать бомбу, но Боб твёрдо стоит на своём и взрывает бомбу… Результат оказывается неожиданным: так как срок годности бомбы давно истёк, ничего не произошло. Тем временем Лиза, используя рекламную панель на дирижабле, сообщает всем, что Боб находится внутри.
Боб, услышав требования военных сдаться, так как его окружили, делает дырку в дирижабле и сбегает, пока военная полиция пытается выбраться из-под кожуха дирижабля. Взяв с собой в заложники Барта, Боб угоняет старый деревянный самолет братьев Райт и направляется прямо туда, откуда вещает Красти, — домик на щелочных полях. Пытаясь убить Красти, Боб направляет деревянный самолет прямо на домик, но в результате столкновения повреждения получил только самолет. Боба же благодаря Барту снова арестовывают.

## Дополнительные факты и культурные отсылки
- Затаскивая бомбу и присоединяя кабель, Боб насвистывает мотив мелодии «We’ll Meet Again».
- Прямая цитата из «Доктора Стренджлава» продолжается в Подземном Бункере мэра Куимби.
- В этой серии присутствует отсылка к трэш-метал-группе Megadeth в виде ангара с надписью «Hangar 18», что является отсылкой к написанной группой песне «В подземном бункере».
- Вместе с Красти приходит Доктор Кто (четвёртое воплощение).
- Мыши, выбегающие из неисправной бомбы — отсылка к фильму «Рёв мыши».